# شهاب الدين الغزي
شيخ الإسلام الشيخ شهاب الدين أحمد بن عبد الله العامري الغزي نزيل دمشق (760 - 822هـ، 1358 - 1419م) ولد ببلدة غزة في ربيع الأول سنة 760 هـ، ونشأ بها وحفظ القرآن والتنبيه والعمدة ومختصر ابن حاجب الأصلي والحاوي الصغير والألفية لابن مالك، وقرأ واشتغل في صباه على العلامة الشيخ علاء الدين بن خلف بن كامل الغزي، وقد برع عليه في مدة قليلة.

## في القدس
وفي سنة 779 هـ رحل إلى القدس الشريف فأخذ عن علماءها لاسيما عين علماء بيت المقدس آنذاك الشيخ تقي الدين إسماعيل القلقشندي، فقرأ عليه الأصول والفقه وأتقنه في قريب السنة، ثم رحل إلى دمشق سنة 779هـ

## في دمشق
في دمشق أخذ عن أئمة من الأعلام كالشيخ شهاب الدين الزهري، وشرف الدين الشريشي، ونجم الدين ابن الجابي وهؤلاء الثلاثة هم مشايخ الشافعية بالشام آنذاك. وبدأ بالتدريس في الشامية البرانية سنة 783 هـ وكتب آنذاك على أربعين مسألة فانبهر به مشايخه المذكورين وأذنوا له بالإفتاء.
وقد حج إلى بيت الله الحرام ورفيقه العلامة برهان الدين الباذلي الصنهاجي عالم المالكية ومفتيهم وبقي فيها وذلك سنة 787 هـ وحصّل فيها علما كثيرا ثم رجع إلى الشام وقد صب الله عليه العلم صباً، وإذ ذاك اشتغل بالتدريس والإفتاء وانتفع منه جماعة من الفضلاء حتى تركوا عامة المشايخ ولزموه مما أسعد مشايخه فكانوا يحضون الناس على ملازمته.

## الإفتاء
وباشر إفتاء دار العدل نحو أربعين عاما وهو ما لم يكن لغيره، وتخرج عليه فضلاء عصره حتى صاروا أئمة المذهب وقضاة الإسلام، وحملت إليه الفتاوى من أنحاء الأرض، وقد سُمع يقول: قيل لا تموت حتى تسمع الناس بأذنيك يقولون: لا نرضى إلا بفتيا أحمد الغزي.
أذن له بالإفتاء في 791 هجري، وناب في الحكم عن القاضي شمس الدين الإحسائي في آخر ولايته وغيره، وولي نظارة البيمارستان النوري، فحمدت ديانته وعفته، ودرس بالعذراوية والناصرية والشامية الجوانية والكلاسة والاتابكية بالصالحية، وتصدر للإقراء، وجلس لذلك بالجامع الأموي.

## حجه
حج من دمشق عدة مرات وجاور بمكة ثلاث سنين متفرقة كانت آخرها حين خرج من دمشق أوائل شهر شوال سنة 821 هـ وكانت وقفة الحج تلك السنة يوم جمعة وحج فيها خلق كثير، وبعد أن قضى مناسك الحج عزم على مجاورة بيت الله الحرام ففرح المكيون به وحضر إليه بقية العلماء من شيوخ مكة من المذاهب الأربعة وقرئ عليه واجتمع الناس عليه وانتفعوا به.

## الوفاة
وقد بدت عليه أوجاعه وتكدرت طباعه في شهر رجب من سنة 822 هـ وكان إذا أحس خفة خرج إلى التنعيم ليأتي بالعمرة وقد قام بذلك مرات عدة في رجب وشعبان، ليشتد عليه المرض في شهر رمضان بعد أن صام منه أياما وهو طيب الخاطر راض بما قدره الله إلى أن أتى أجله.
وفي يوم الخميس السادس من شهر شوال سنة 822 هـ رحل وهو يتلو القرآن ويشير إلى الجماعة الحاضرين عند احتضاره بالسلام والتوديع وهو مستقبل الكعبة مستلقيًا على جنبه الأيمن وذلك عند أذان الظهر، فضج الناس بالنحيب والبكاء وخرج أهل مكة المشرفة بأجمعهم، وغسّله شمس الدين محمد المرشدي أخو الشيخ العلامة نجم الدين المرجاني وصلّي عليه بالملتزم بين الباب والحجر الأسود بمقام إبراهيم عيه السلام، وحمله على الرؤوس القضاة والعلماء ومنهم تلميذه العلامة قاضي القضاة محب الدين ابن ظهيره ودفن بالمعلاة بعد العصر، وبقي الناس يترددون إلى قبره ثلاثة أيام.

## مؤلفاته
- شرح جمع الجوامع للسبكي في أصول الفقه.
- تلخيص المهمات على الروضة في فروع الفقه الشافعي.
- شرح منهاج الوصول إلى علم الأصول للبيضاوي.
- مختصر وفيات الأعيان لابن خانكان.
- شرح عمدة الأحكام عن سيد الأنام (لم يكمله).
- البحر المبتغى لمعان ينبغى.
- تراجم رجال البخاري.
- تعليقة على صحيح البخاري/ 3 مجلدات.
- حاشية على أنوار التنزيل.
- شرح الألفية لابن مالك.
- شرح الحاوي الصغير للقزويني/ 4 مجلدات.
- شرح منهاج النووي.
- مناسك الحج.
- شرح مختصر المهمات للإسنوي/ 5 أسفار.